# Жупан
Жупа́н (пол. żupan) — у XVI—XVIII століттях східно-європейський приталений верхній одяг східного походження. Елемент сарматської моди. Поширений серед заможного населення Речі Посполитої (сучасної Польщі, Литви, України та Білорусі) — шляхти, козаків, міщан, пізніше набув поширення серед селян. Шили жупани з дорогих тканин — штофу, парчі або тонкого фабричного сукна, частіше синього або зеленого кольору. Він був приталений, з призбираною спинкою; поли, що ледве сходилися, манжети і кишені обшивалися кольоровою тканиною, тасьмою, шнурами, гарусом. Чоловічий жупан защіпався гапликами з лівої сторони. Поверх жупана одягали кунтуш. Зроблений із синього сукна й обшитий білим хутром жупан був шлюбним верхнім чоловічим і жіночим одягом.

## Назва

### Етимологія
Польське слово żupan походить від італ. giubbone (giuppone), похідного від giubba/giuppa («куртка», звідки також «юпка») < араб. جُبَّة («верхній одяг», звідки також «шуба»). Від giubbone через грец. ζιπούνι чи венец. zipón походить і «зипун» (російський традиційний верхній одяг).

### Регіональні розбіжності
В Угорській Русі жупаном називався одяг у вигляді короткого каптана, з обшитими хутром краями рукавів та низу. Жупани там носили заможні жінки.
У московитських землях слово «жупан» означало дещо інші види одягу: у Смоленській і Рязанській губерніях — «зипун», «простий селянський каптан», у Вологодській — «поганий, робочий каптан», «сіряк», у Ярославській — «короткий каптан, півкаптан». У Рязанській і Тамбовській губерніях вживалася форма жупун — у значенні «зипун», «сіряк».

## Чоловічий жупан
Жупан — це типовий одяг українців козацьких часів. Жупан шився з китайки або якісного фабричного сукна. Чоловічий жупан був двох видів; один без коміра, що був кроєм подібний на свиту та інший — однобортний жупан з вузьким коміром-стійкою, подібний кроєм на чемерку.

### Жупани міщан 19 ст.
Поверх сорочки міщани та шляхта в давні козацькі часи носили напівжупаники з легкої тканини з рукавами або без рукавів з комірцем-стійкою на яку викладався комірець сорочки. Напівжупанчики защіпалися на грудях до пояса гапликами. Одягом, який міщани носили, виходячи з дому були жупан та капота. У давні козацькі часи замість капоти по жупані носили кунтуш, з відкидними рукавами. Кроївсься жупан з вузькою талією, яка тісно обгортала стан. Довжиною жупан міг бути до колін або довгим по кісточки. Ззаді «на клубах» жупан мав збори. Комір жупана міг бути стоячим або відложним. Підкладка в жупані могла бути лляною або нанковою. Заковраші, поли спереді, відвороти, клапани підшивалися червоним сукном. Жупан защіпався гапликами на ліву сторону, не дивлячись на те, що по обидві його сторони були невеликі шовкові ґудзички. Жупан вишивався незначно на грудях, на рукавах, ззаді по швах і на кишеннях шовковими або гарусними тесьмами. Жупан зверху міг бути підв'язаний поясом.
Жупан та кунтуш належали до шляхетського одягу, до нього шляхта носила також шовковий пояс. Український жупан мав відкидні рукава і його носили в 19 столітті, так як за козацьких часів під кунтушем. В 19 ст. жупан шили з синьої китайки, черкасину або з іншої бавовняної тканини. Носили його заможні люди без верхнього одягу. Крій його був такий самий як у свиті, тільки часом його шили однобортним. (за описом Ф. Вовка)

## Жіночий жупан
Жіночий жупан був подібний кроєм до свити. Комір жіночого жупана був округлий, та обшивався чорним або темно-червоним оксамитом, а інколи бобровим хутром. Такі жіночі жупани шилися з блакитного або гранатового тонкого сукна на два вуси і оздоблювався золотим крученим шнурком або позументом, на вусах, а також на усіх швах. Відвороти на грудях обшивалися парчою або також оксамитом.

## У культурі
Прислів'я
- Вбрався в жупан та гадає, що пан
- Хоч на мені жупан дран, єсть у мене грошей джбан[4]
- Хоч і надів жупан — все не цурайся свитки (із записів Матвія Номиса)

Пісні
|  | Омелько козак хороший, Вздумав їхати на Запорожже. Він уже піднявся, В синій жупан убрався |

Народна пісня
|  | Вписали військо під ранжир, Пошили сині всім жупани, На спід же білії каптани, Щоб був козак, а не мугир. |

Іван Котляревський «Енеїда»

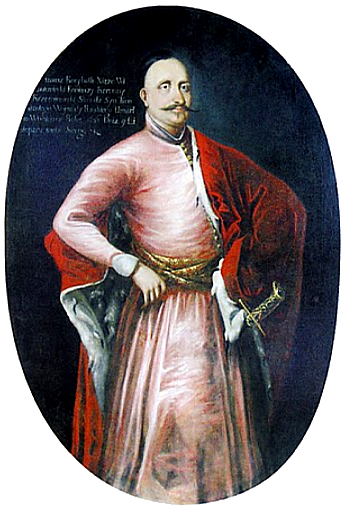
Іван Князь Вишневецький (1598-1636)
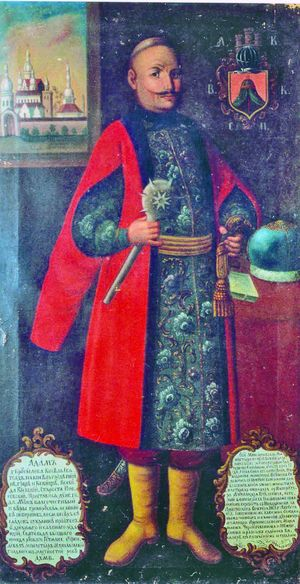
Адам Кисіль (1600-1653)
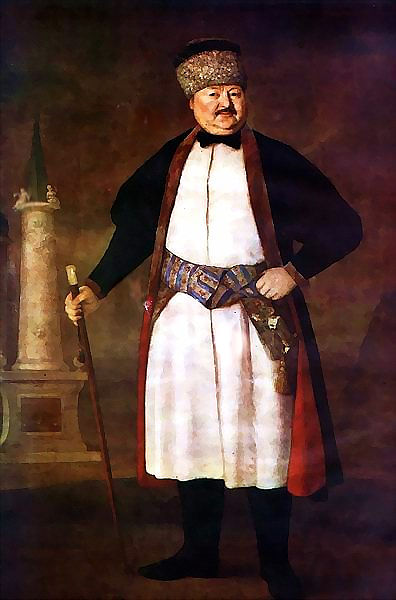
Полковник Павло Руденко. 1778 p.
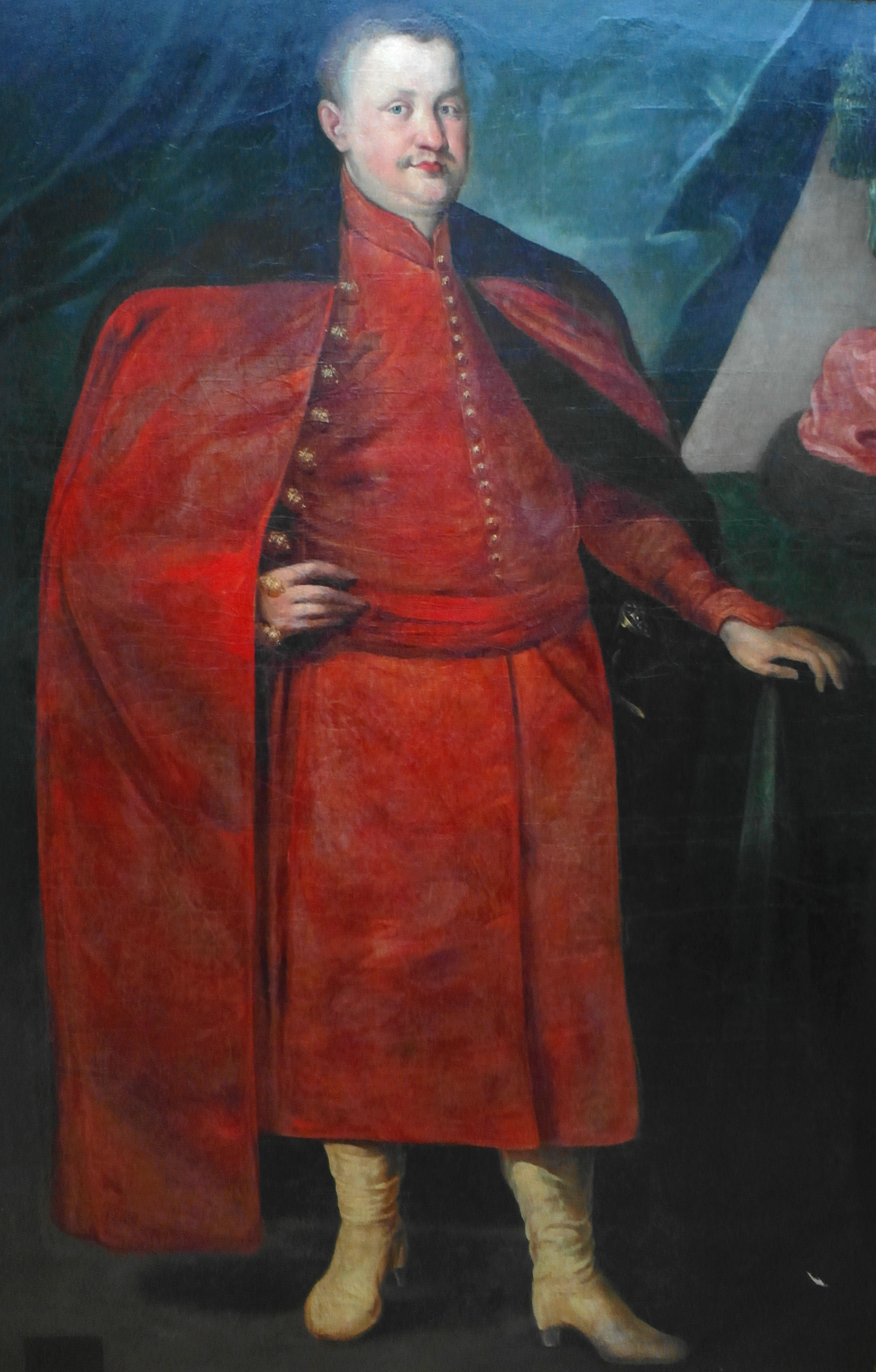
Владислав Заславський-Острозький
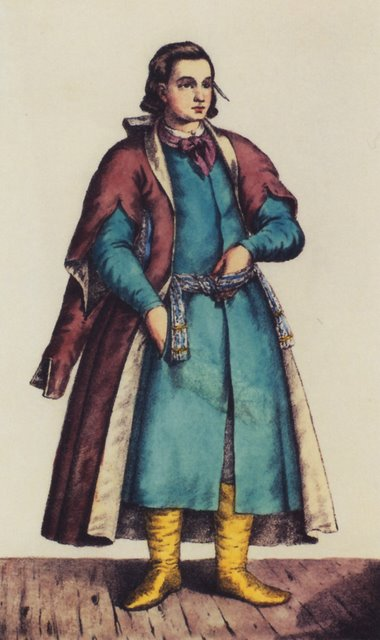
Козацький писар у жупані. Поверх жупана одягнутий кунтуш
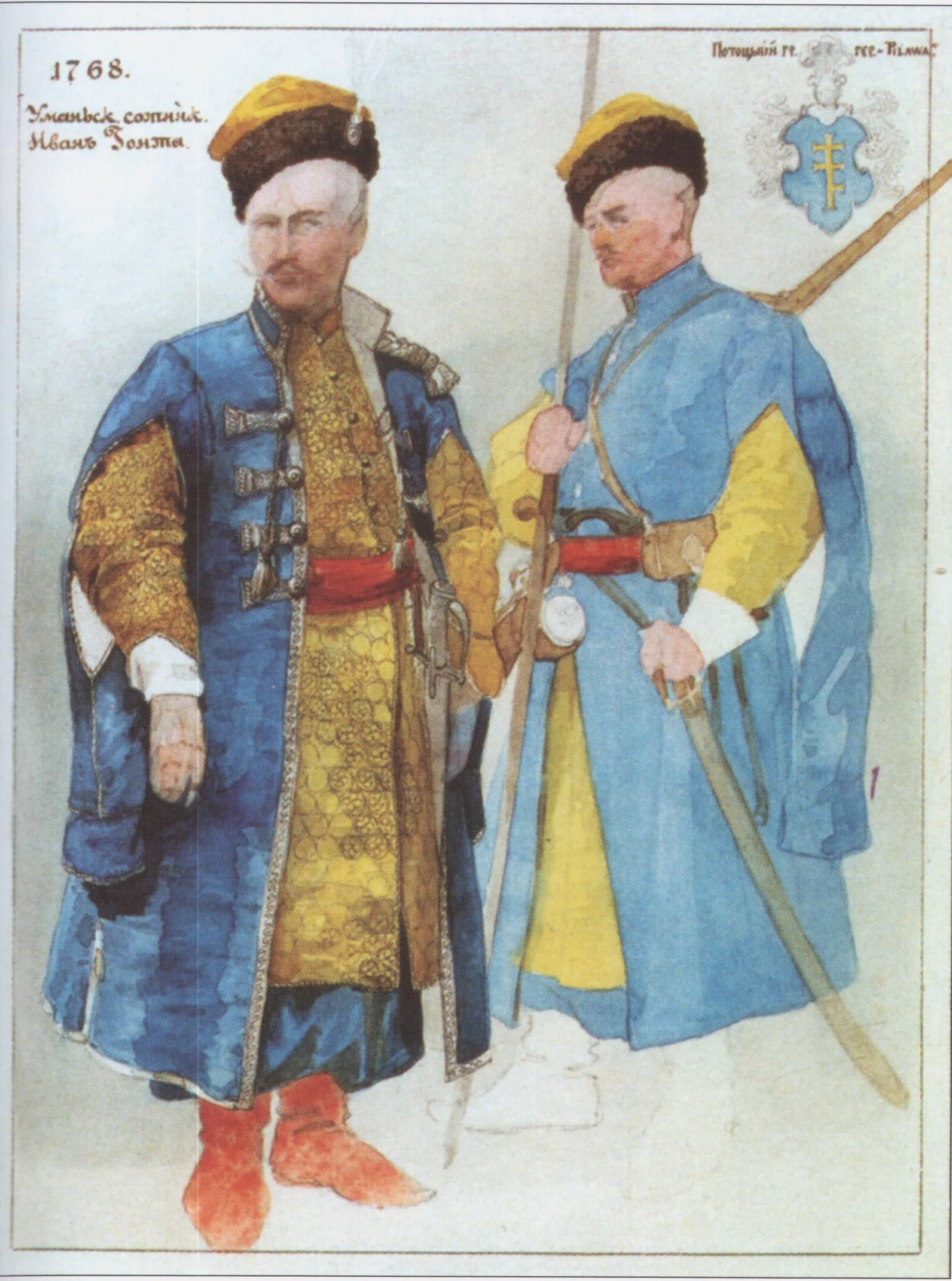
А. Ждаха. Гонта у жупані з кунтушем